# نوقت (شهرسبز)
نوقت (شهرسبز) هي بلدة في مقاطعة شهرسبز في ولاية قشقداريا في أوزبكستان.